# Michael Jay Snarskis
Michael Jay Snarskis, connu comme Michael J. Snarskis, né en 1945 à Davenport (Iowa) et mort le 24 janvier 2011 à son domicile de Montelimar dans le Canton de Goicoechea au Costa Rica, est un archéologue et conservateur américain et un éminent spécialiste de l'archéologie précolombienne au Costa Rica.

## Biographie
Professeur à l'université du Costa Rica pendant de nombreuses années, il a fondé le département d'archéologie au Musée national du Costa Rica. Ses publications, très larges, vont de l'analyse des céramiques précolombiennes du Costa Rica à l'interprétation iconographique de l'or et du jade. Ses découvertes archéologiques dans cette zone culturelle sont considérées comme les plus importantes de l'histoire du Costa Rica. 